# Ceratoppia acuminata
Ceratoppia acuminata är en kvalsterart som beskrevs av Golosova 1981. Ceratoppia acuminata ingår i släktet Ceratoppia och familjen Ceratoppiidae. Inga underarter finns listade i Catalogue of Life.